# Mindanaosnijdervogel
De mindanaosnijdervogel (Phyllergates heterolaemus vaker nog Orthotomus heterolaemus) is een zangvogel uit de familie Cettiidae die alleen op het eiland Mindanao op de Filipijnen voorkomt.
De mindanaosnijdervogel wordt soms nog beschouwd als de 15de ondersoort van de bergsnijdervogel met de naam Orthotomus cucullatus heterolaemus. Nader onderzoek maakte aannemelijk dat deze vogel niet tot het geslacht Orthotomus (familie Cisticolidae) behoort, maar tot de Cettiidae.

## Kenmerken
De mindanaosnijdervogel lijkt sterk op de bergsnijdervogel waarvan er op de Filipijnen twee ondersoorten voorkomen F. c. viridicollis en F. c. philippinus. De mindanaosnijdervogel heeft de status van een soort en verschilt van de bergsnijdervogel door een roodbruin vlekje boven op de kop dat donkerder, minder oranje, is dan die van de bergsnijdervogel en de kin is bruingeel in plaats van wit.

## Verspreiding en leefgebied
De mindanaosnijdervogel komt voor in vier van elkaar gescheiden berggebieden op het eiland Mindanao, waaronder het nationale park Mount Apo. Net als de bergsnijdervogel is de mindanaosnijdervogel een vrij algemene standvogel in altijd groen blijvend bos, bosranden en struikgewas in midden- en hooggebergte boven de 800 m boven de zeespiegel.

## Status
De mindanaosnijdervogel heeft een beperkt en versnipperd verspreidingsgebied op het eiland. De grootte van de populatie is niet gekwantificeerd. Er is een aanleiding te veronderstellen dat de soort in aantal achteruit gaat. Echter, het tempo ligt onder de 30% in tien jaar (minder dan 3,5% per jaar) en om die reden staat de mindanaosnijdervogel als niet bedreigd op de Rode Lijst van de IUCN.